# Giải bóng đá Ngoại hạng Azerbaijan
Giải bóng đá Ngoại hạng Azerbaijan (tiếng Azerbaijani: Azərbaycan Premyer Liqası), còn được gọi là Misli Premyer Liqası vì lý do tài trợ, là một giải bóng đá chuyên nghiệp tại Azerbaijan và là giải đấu cấp cao nhất trong hệ thống các giải bóng đá Azerbaijan. Giải đấu có sự tham gia của 12 câu lạc bộ.
Mùa giải diễn ra từ tháng 8 đến tháng 5 năm sau, với mỗi đội thi đấu 33 trận (gặp mỗi đội trong giải đấu ba lần, hai lần trên sân nhà và một lần trên sân khách). Đội vô địch Ngoại hạng sẽ giành quyền tham dự vòng loại thứ nhất UEFA Champions League. Đội á quân và đội xếp thứ ba sẽ giành quyền tham dự UEFA Conference League bắt đầu từ vòng loại thứ hai.
Kể từ năm 1992, tổng cộng 8 câu lạc bộ đã đăng quang ngôi vô địch của hệ thống bóng đá Azerbaijan. Giải Ngoại hạng Azerbaijan được tổ chức lần đầu tiên vào năm 2007 và kế thừa giải hạng Nhất (tiếng Azerbaijani: Yüksək Liqa), tồn tại từ năm 1992 đến năm 2007. Nhà vô địch hiện tại là Qarabağ, đã giành chức vô địch trong mùa giải 2024–25 lần thứ 12.

## Danh sách nhà vô địch

### Giải Ngoại hạng (1992-nay)
| Mùa giải  | Vô địch | Á quân | Hạng ba | Vua phá lưới (đội) | Số bàn |
| --------- | --- | --- | --- | --- | --- |
| 1992      | Neftçi | Khazar Sumgayit | Turan | Nazim Aliyev (Khazar Sumgayit)                                                                                                | 39 |
| 1993      | Qarabağ | Khazar Sumgayit | Turan | Samir Alakbarov (Neftçi) | 16 |
| 1993–94   | Turan | Qarabağ | Kapaz | Musa Gurbanov (Turan) | 35 |
| 1994–95   | Kapaz | Turan | Neftçi | Nazim Aliyev (Neftçi) | 26 |
| 1995–96   | Neftçi | Khazri Buzovna | Kapaz | Fazil Parvarov (Kapaz)/ Rovshan Ahmadov (Kapaz)                                                                               | 23 |
| 1996–97   | Neftçi | Qarabağ | Khazri Buzovna | Gurban Gurbanov (Neftçi) | 34 |
| 1997–98   | Kapaz | Baku | Shamkir | Nazim Aliyev (Baku) | 23 |
| 1998–99   | Kapaz | Shamkir | Neftçi | Alay Bahramov (Viləş Masallı)                                                                                                 | 24 |
| 1999–2000 | Shamkir | Kapaz | Neftçi | Badri Kvaratskhelia (Shamkir)                                                                                                 | 16 |
| 2000–01   | Shamkir | Neftçi | Vilash Masalli | Pasha Aliyev (Bakili Baku) | 12 |
| 2001–02   | AFFA và các câu lạc bộ đã bị ngừng hoạt động do xung đột giữa các câu lạc bộ và kết quả không được tính đến.                  | AFFA và các câu lạc bộ đã bị ngừng hoạt động do xung đột giữa các câu lạc bộ và kết quả không được tính đến.                  | AFFA và các câu lạc bộ đã bị ngừng hoạt động do xung đột giữa các câu lạc bộ và kết quả không được tính đến.                  | AFFA và các câu lạc bộ đã bị ngừng hoạt động do xung đột giữa các câu lạc bộ và kết quả không được tính đến.                  | AFFA và các câu lạc bộ đã bị ngừng hoạt động do xung đột giữa các câu lạc bộ và kết quả không được tính đến.                  |
| 2002–03   | Do xung đột giữa hầu hết các câu lạc bộ và Hiệp hội các liên đoàn bóng đá Azerbaijan, không có giải vô địch nào được tổ chức. | Do xung đột giữa hầu hết các câu lạc bộ và Hiệp hội các liên đoàn bóng đá Azerbaijan, không có giải vô địch nào được tổ chức. | Do xung đột giữa hầu hết các câu lạc bộ và Hiệp hội các liên đoàn bóng đá Azerbaijan, không có giải vô địch nào được tổ chức. | Do xung đột giữa hầu hết các câu lạc bộ và Hiệp hội các liên đoàn bóng đá Azerbaijan, không có giải vô địch nào được tổ chức. | Do xung đột giữa hầu hết các câu lạc bộ và Hiệp hội các liên đoàn bóng đá Azerbaijan, không có giải vô địch nào được tổ chức. |
| 2003–04   | Neftçi | Shamkir | Qarabağ | Samir Musayev (Qarabağ) | 20 |
| 2004–05   | Neftçi | Khazar Lankaran | Karvan | Zaur Ramazanov (Karvan) | 21 |
| 2005–06   | Baku | Karvan | Neftçi | Yacouba Bamba (Karvan) | 16 |
| 2006–07   | Khazar Lankaran | Neftçi | Baku | Zaur Ramazanov (Khazar Lankaran)                                                                                              | 20 |
| 2007–08   | Inter Baku | AZAL | Neftçi | Khagani Mammadov (Inter Baku)                                                                                                 | 19 |
| 2008–09   | Baku | Inter Baku | Simurq | Walter Guglielmone (Inter Baku)                                                                                               | 17 |
| 2009–10   | Inter Baku | Baku | Qarabağ | Farid Guliyev (Standard Baku)                                                                                                 | 16 |
| 2010–11   | Neftçi | Khazar Lankaran | Qarabağ | Georgi Adamia (Qarabağ) | 18 |
| 2011–12   | Neftçi | Khazar Lankaran | Inter Baku | Bahodir Nasimov (Neftçi) | 16 |
| 2012–13   | Neftçi | Qarabağ | Inter Baku | Nicolás Canales (Neftçi) | 26 |
| 2013–14   | Qarabağ | Inter Baku | Gabala | Reynaldo (Qarabağ) | 22 |
| 2014–15   | Qarabağ | Inter Baku | Gabala | Nurlan Novruzov (Baku) | 15 |
| 2015–16   | Qarabağ | Zira | Gabala | Dani Quintana (Qarabağ) | 15 |
| 2016–17   | Qarabağ | Gabala | Inter Baku | Filip Ozobić (Gabala) & Rauf Aliyev (Inter Baku)                                                                              | 11 |
| 2017–18   | Qarabağ | Gabala | Neftçi | Bagaliy Dabo, (Gabala) | 13 |
| 2018–19   | Qarabağ | Neftçi | Səbail | Mahir Madatov, (Qarabağ) | 16 |
| 2019–20   | Qarabağ | Neftçi | Keşla | Peyman Babaei, (Sumgayit) & Steeven Joseph-Monrose (Neftçi) & Bagaliy Dabo (Neftçi) & Mahir Emreli (Qarabağ)                  | 7 |
| 2020–21   | Neftçi | Qarabağ | Sumgayit | Namik Alaskarov (Neftçi) | 19 |
| 2021–22   | Qarabağ | Neftçi | Zira | Kady (Qarabağ) | 12 |
| 2022–23   | Qarabağ | Sabah | Neftçi | Ramil Sheydayev (Qarabağ) | 22 |
| 2023–24   | Qarabağ | Zira | Sabah | Juninho (Qarabağ) | 20 |
| 2024–25   | Qarabağ | Zira | Araz-Naxçıvan | Leandro Andrade (Qarabağ) | 15 |

## Thống kê

### Theo câu lạc bộ
| Đội             | Vô địch | Á quân | Hạng ba | Năm vô địch                                                                                             |
| --------------- | ------- | ------ | ------- | --- |
| Qarabağ         | 12      | 4      | 4       | 1993, 2013–14, 2014–15, 2015–16, 2016–17, 2017–18, 2018–19, 2019–20, 2021–22, 2022–23, 2023–24, 2024–25 |
| Neftçi          | 9       | 5      | 7       | 1992, 1995–96 , 1996–97, 2003–04, 2004–05, 2010–11, 2011–12, 2012–13, 2020–21                           |
| Kapaz           | 3       | 1      | 2       | 1994–95, 1997–98, 1998–99                                                                               |
| Shamakhi        | 2       | 3      | 4       | 2007–08, 2009–10                                                                                        |
| Shamkir         | 2       | 2      | 1       | 1999–2000, 2000–01                                                                                      |
| Baku            | 2       | 2      | 1       | 2005–06, 2008–09                                                                                        |
| Khazar Lankaran | 1       | 3      | –       | 2006–07                                                                                                 |
| Turan Tovuz     | 1       | 1      | 2       | 1993–94                                                                                                 |
| Zira            | –       | 3      | 1       | – |
| Gabala          | –       | 2      | 3       | – |
| Khazar Sumgayit | –       | 2      | 0       | – |
| Karvan          | –       | 1      | 1       | – |
| Khazri Buzovna  | –       | 1      | 1       | – |
| Sabah           | –       | 1      | 1       | – |
| Shuvalan        | –       | 1      | –       | – |
| Araz-Naxçıvan   | –       | –      | 1       | – |
| Sabail          | –       | –      | 1       | – |
| Simurq          | –       | –      | 1       | – |
| Sumgayit        | –       | –      | 1       | – |
| Viləş Masallı   | –       | –      | 1       | – |